# أجراس أنبوبية
الأجراس الأنبوبية (المعروفة أيضًا باسم الأجراس الدائرية) هي آلات موسيقية تنتمي إلى عائلة الآلات الإيقاعية. يشبه صوتها صوت أجراس الكنائس أو أجراس الكاريلون أو أبراج الأجراس؛ صُنعت الأجراس الأنبوبية الأصلية لتكرار صوت أجراس الكنائس داخل مجموعة. كل جرس عبارة عن أنبوب معدني، قطره 30-38 مم (1+1⁄4–1+1⁄2 بوصة)، يتم ضبطه عن طريق تغيير طوله. نطاقه القياسي هو C4–F5، على الرغم من أن العديد من الآلات الاحترافية تصل إلى G5. غالبًا ما يتم استبدال الأجراس الأنبوبية بأجراس الاستوديو، وهي آلة أصغر وأقل تكلفة عادةً. أجراس الاستوديو تشبه في مظهرها الأجراس الأنبوبية، لكن كل جرس له قطر أصغر من الجرس المقابل في الأجراس الأنبوبية.
يتم أحيانًا ضرب الأجراس الأنبوبية على الحافة العلوية للأنبوب بمطرقة برأس من الجلد الخام أو البلاستيك. غالبًا ما يتم توصيل دواسة استدامة للسماح برنين ممتد للأجراس. يمكن أيضًا ثنيها في أسفل الأنبوب لإنتاج نغمة توافقية عالية جدًا وعالية النبرة.
توفر الأنابيب نغمة أنقى من الأجراس الأسطوانية الصلبة، مثل تلك الموجودة على شجرة العلامة.
غالبًا ما توجد الأجراس في ذخيرة الأوركسترا والفرق الموسيقية. نادرًا ما تعزف لحنًا، بل تُستخدم غالبًا كلون لإضافته إلى صوت المجموعة. لديها عزف منفرد أحيانًا، غالبًا ما يصور أجراس الكنيسة.